# Rhyssemus plicatus
Rhyssemus plicatus är en skalbaggsart som beskrevs av Ernst Friedrich Germar 1817. Rhyssemus plicatus ingår i släktet Rhyssemus och familjen Aphodiidae. Inga underarter finns listade i Catalogue of Life.